# Johann Georg Loosen
Johann Georg Loosen (* 26. Januar 1846 in Köln; † 13. Februar 1914 in Stuttgart) war ein deutscher Dekorationsmaler, Kirchenmaler und Restaurator des Historismus.

## Leben
Er war der Sohn des gleichnamigen Seilermeisters Johann Georg Loosen und dessen Ehefrau Cäcilie geb. Langenich. Über seine Kindheit und seine Ausbildung ist nichts bekannt. Am Deutschen Krieg von 1866 und am Deutsch-Französischen Krieg von 1870/71 nahm er als Soldat teil. 1875 meldete er in Nürnberg, wo er in der Münzgasse 11 wohnte, sein Gewerbe als Dekorationsmaler an. 1881 heiratete er Margarete König. Sie bekamen zwei Kinder, von denen der Sohn früh starb und die Tochter Pauline 1884 geboren wurde. 1899 zog er nach Stuttgart um, wo er in der Seestraße wohnte und 1914 auf dem Pragfriedhof beigesetzt wurde, ebenso wie später seine Ehefrau Margarete († 1937) und Tochter Pauline († 1958).
Er arbeitete eng mit den Architekten August Essenwein und Joseph Cades bei der Restauration älterer Kirchen und bei der Ausmalung im Stil des Historismus neu gebauter Kirchen zusammen. Manche seiner Werke wurden im 20. Jahrhundert auf Grund veränderter kunstgeschichtlicher Wertvorstellungen übertüncht (z. B. Jakobuskirche in Hohenberg), andere blieben unversehrt (z. B. Stiftskirche Oberstenfeld, St. Martin in Hundersingen).

## Werke

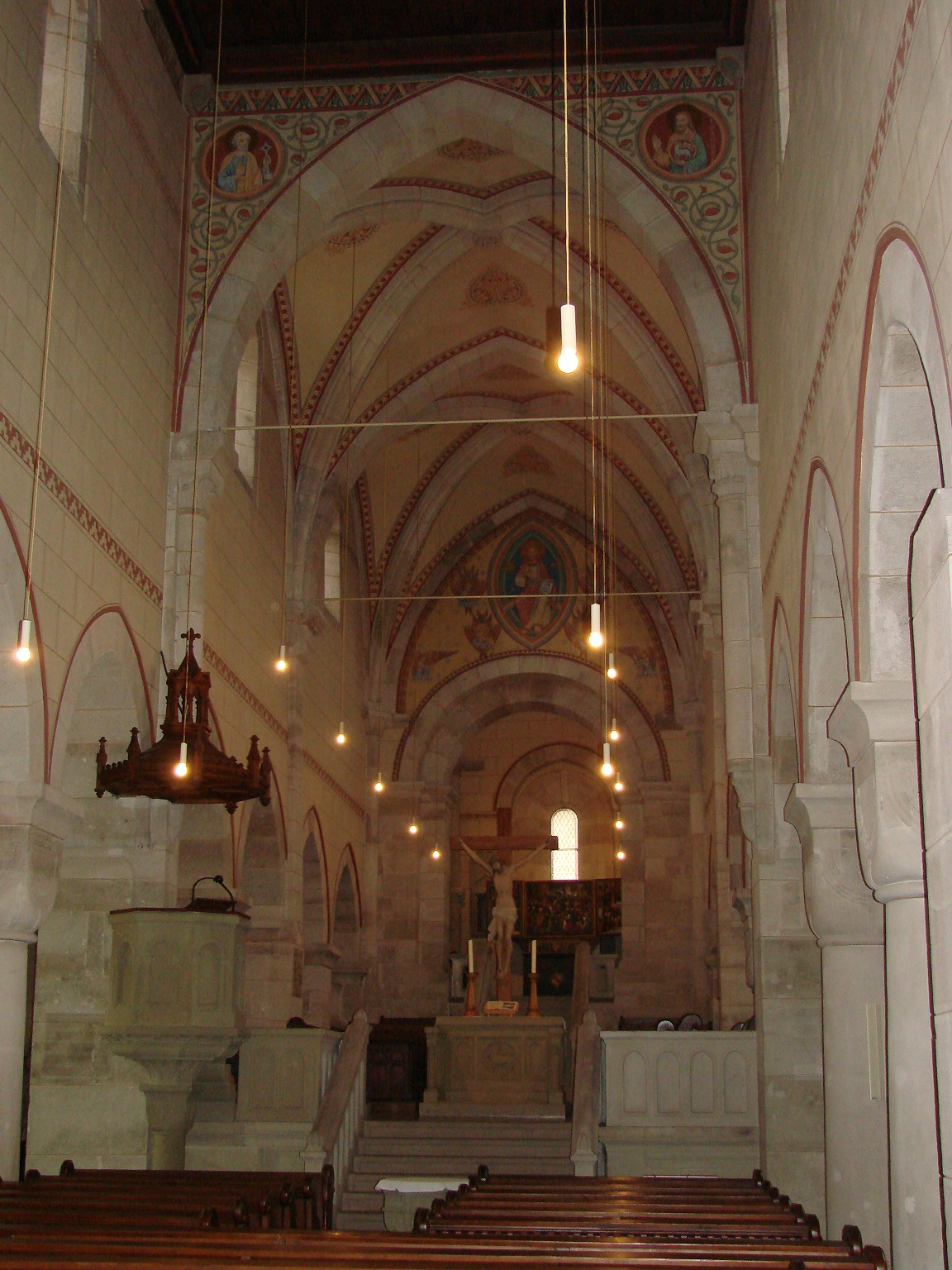
Stiftskirche Oberstenfeld

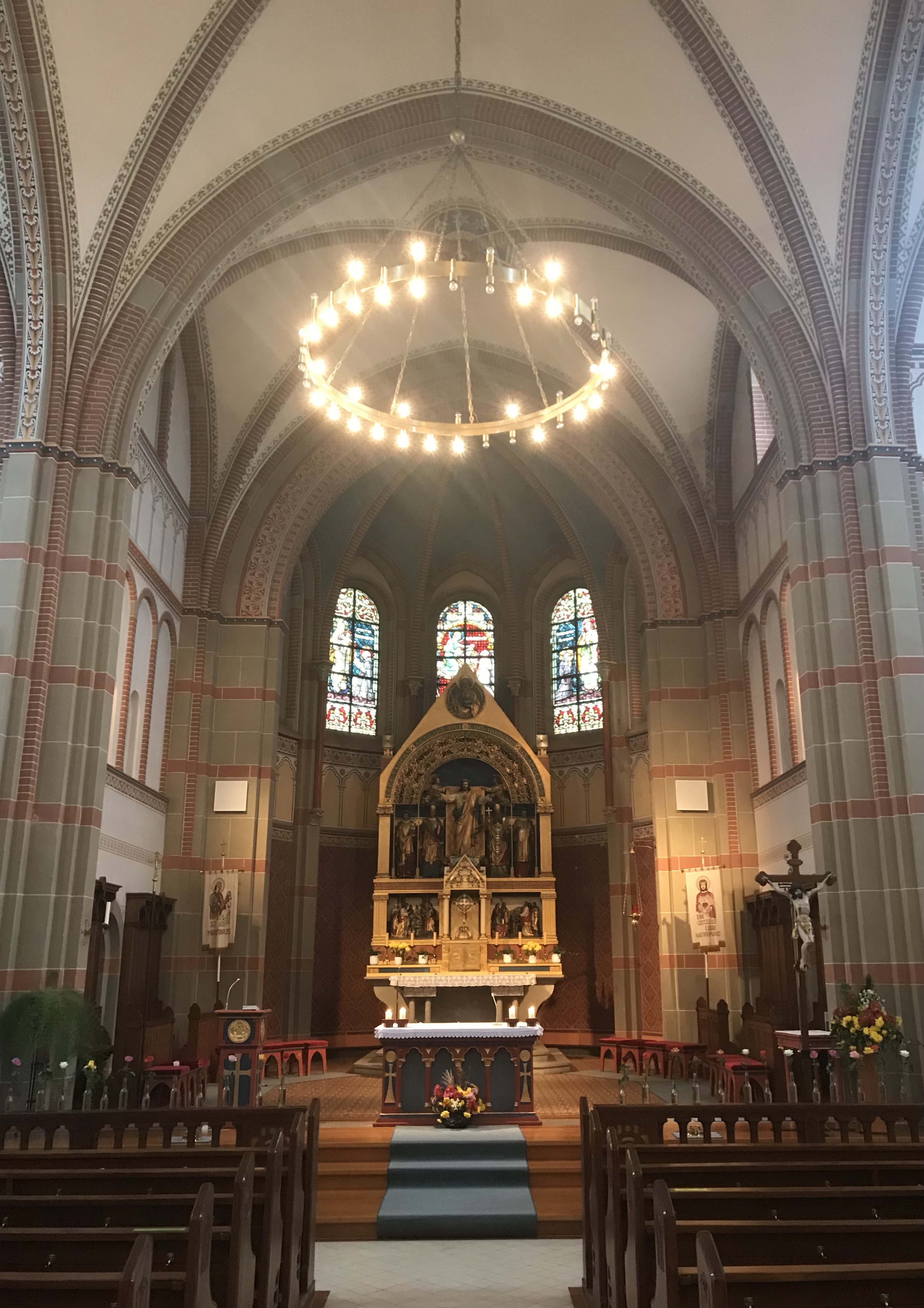
Pfarrkirche St. Martin in Hundersingen

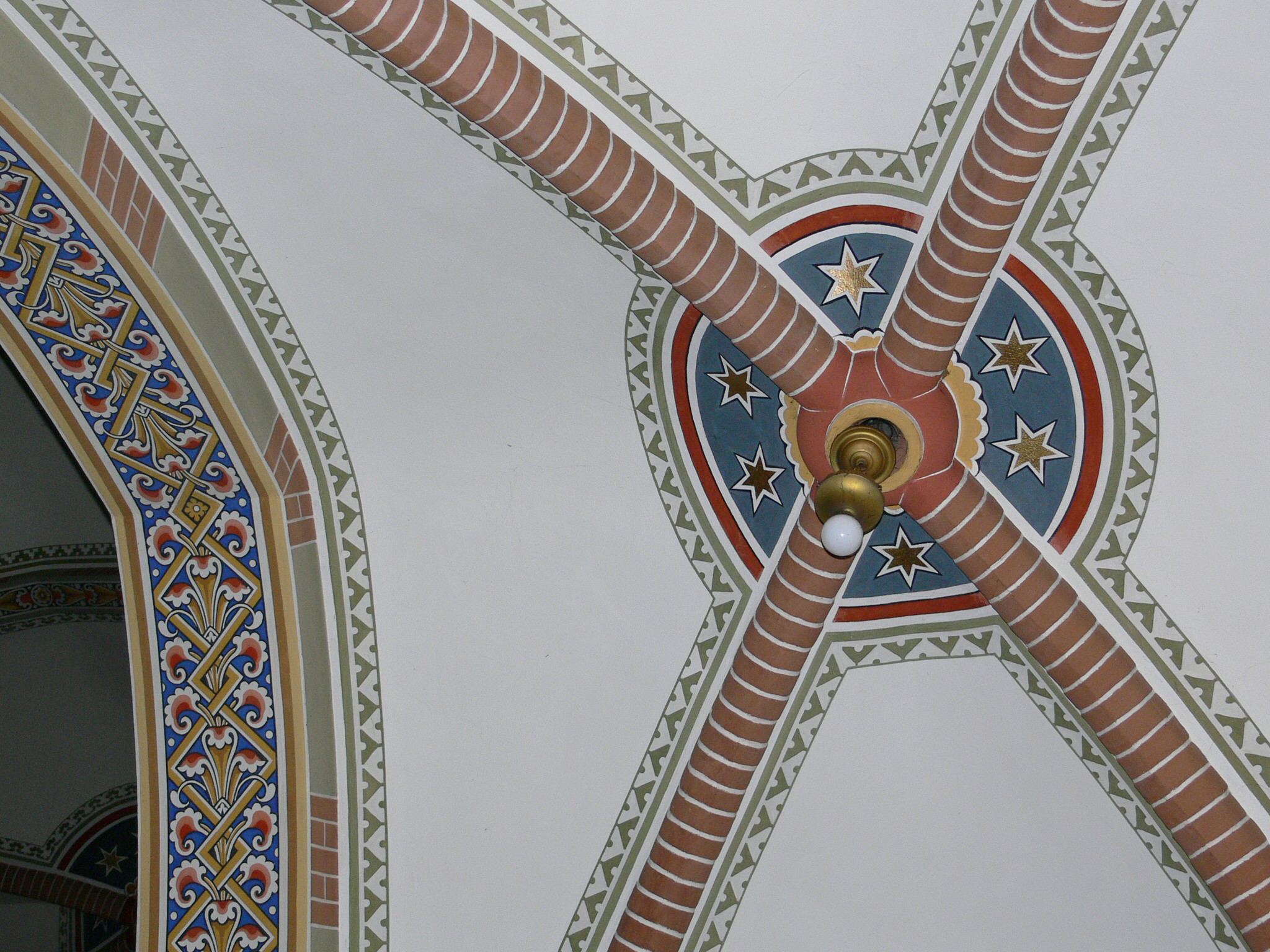
Bemaltes Gewölbe von St. Martin

- St. Maria im Kapitol in Köln, Restaurierung (nach 1866)
- Jagdschloss im Kloster Bebenhausen, Restaurierung der Gewölbeausmalung (1874/75)
- Domkirche St. Blasii in Braunschweig, Malereien im Rahmen von Restaurierungs- und Ergänzungsarbeiten (1880)
- Rathaus in Nürnberg, Malereien in den neogotischen Anbauten, Restaurierung der Renaissancetreppe (1887)
- St. Ägidius in Kleincomburg, Restaurierung der Fresken (1887)
- Germanisches Nationalmuseum in Nürnberg, Malereien (1889)
- Frauenkirche in Nürnberg, Restaurierung (um 1890)
- Stiftskirche St. Johannes der Täufer in Oberstenfeld, Malereien (1891)
- Jakobuskirche in Hohenberg, Ausmalung im Rahmen der Umbauarbeiten (1896)
- Hospitalkirche in Stuttgart, Malereien (1901)
- St. Elisabeth in Stuttgart, Malereien in der neoromanischen Kirche (1901)
- Schloss Riet in Vaihingen an der Enz, Ausmalung (nach 1901)
- Kilianskirche in Heilbronn, Restaurierung der Fresken (nach 1901)
- St. Martin in Hundersingen, Ausmalung der neoromanischen Pfarrkirche (1906)

## Ehrungen
- Goldene Ehrenmedaille für Kunst und Wissenschaft (1883)